# Мичович, Новак
Но́вак Ми́чович (серб. Новак Мићовић; 25 октября 2001, Белград, Сербия и Черногория) — сербский футболист, вратарь американского клуба «Лос-Анджелес Гэлакси».

## Клубная карьера
Мичович начинал играть в футбол на позиции опорного полузащитника. Через два года после перехода в академию клуба «Чукарички» Новак стал играть на позиции вратаря и вскоре был вызван в основную команду. Перед стартом второй половины сезона 2019/20 Мичович был отдан в аренду клубу Первой лиги ИМТ. В начале мая 2021 года он дебютировал в Чемпионате Сербии в матче против клуба «Напредак».
31 марта 2023 года Мичович был арендован клубом MLS «Лос-Анджелес Гэлакси» на сезон 2023 с опцией выкупа. Сыграв пять матчей за «Лос-Анджелес Гэлакси II» в MLS Next Pro, за первую команду «Лос-Анджелес Гэлакси» дебютировал 26 июля в матче группового этапа Кубка лиг 2023 против мексиканского «Леона».

## Достижения
Лос-Анджелес Гэлакси
- Обладатель Кубка MLS: 2024
- Победитель Западной конференции MLS: 2024